# Saenara Motor Company
Saenara Motor Company (auf Deutsch Neues Land) war ein südkoreanischer Hersteller von Automobilen.

## Geschichte
Park No-jeong gründete im August 1962 das Unternehmen in Incheon. Saenara erhielt von Nissan ein Darlehen über 35 Millionen Dollar und technische Unterstützung. Zuerst stimmte die Regierung dem Import von 400 Datsun Bluebird zu, die als Saenara Taxi verkauft wurden. Dies beeinträchtigte das Taxigeschäft für Sibal erheblich und wird als Grund für den Niedergang der Gukje Motors Company angesehen. Im November 1962 begann die Fertigung von Automobilen aus CKD-Bausätzen des Datsun Bluebird (310). Dieser hatte einen Vierzylindermotor mit 1189 cm³ Hubraum und 55 PS. Saenara war der erste koreanische Automobilhersteller mit modernen Produktionsanlagen. Die Fabrik war auf eine Kapazität von 6000 Fahrzeugen jährlich ausgelegt. Die Produktion blieb deutlich hinter den Erwartungen zurück, die Fahrzeuge von Saenara konnten weder im Preis noch in der Qualität mit ausländischen Modellen konkurrieren. So erhöhte die Regierung den Preis auf etwas das Doppelte der Produktionskosten. Im Mai 1963 endete die Produktion mit Insolvenz des Unternehmens. Insgesamt entstanden 2773 Fahrzeuge.
1965 übernahm Shinjin Motors das Unternehmen mit Unterstützung durch die südkoreanischen Regierung.